# Partido judicial de Cervera de Pisuerga
El partido judicial de Cervera de Pisuerga es uno de los tres partidos judiciales que integran la provincia de Palencia (España), además del de Carrión de los Condes y el de Palencia. La cabeza de este partido administrativo (n.º 3) es la localidad y municipio de Cervera de Pisuerga. Engloba a 24 664 habitantes (INE 2015) en un área de 2073 km² y está integrado por 29 municipios.

## Dotación
El partido de Cervera de Pisuerga está compuesto por dos juzgados de primera instancia situados en un edificio de nueva construcción en la calle Cueva de la Virgen, n.º 3, de la villa cerverana.

## Historia

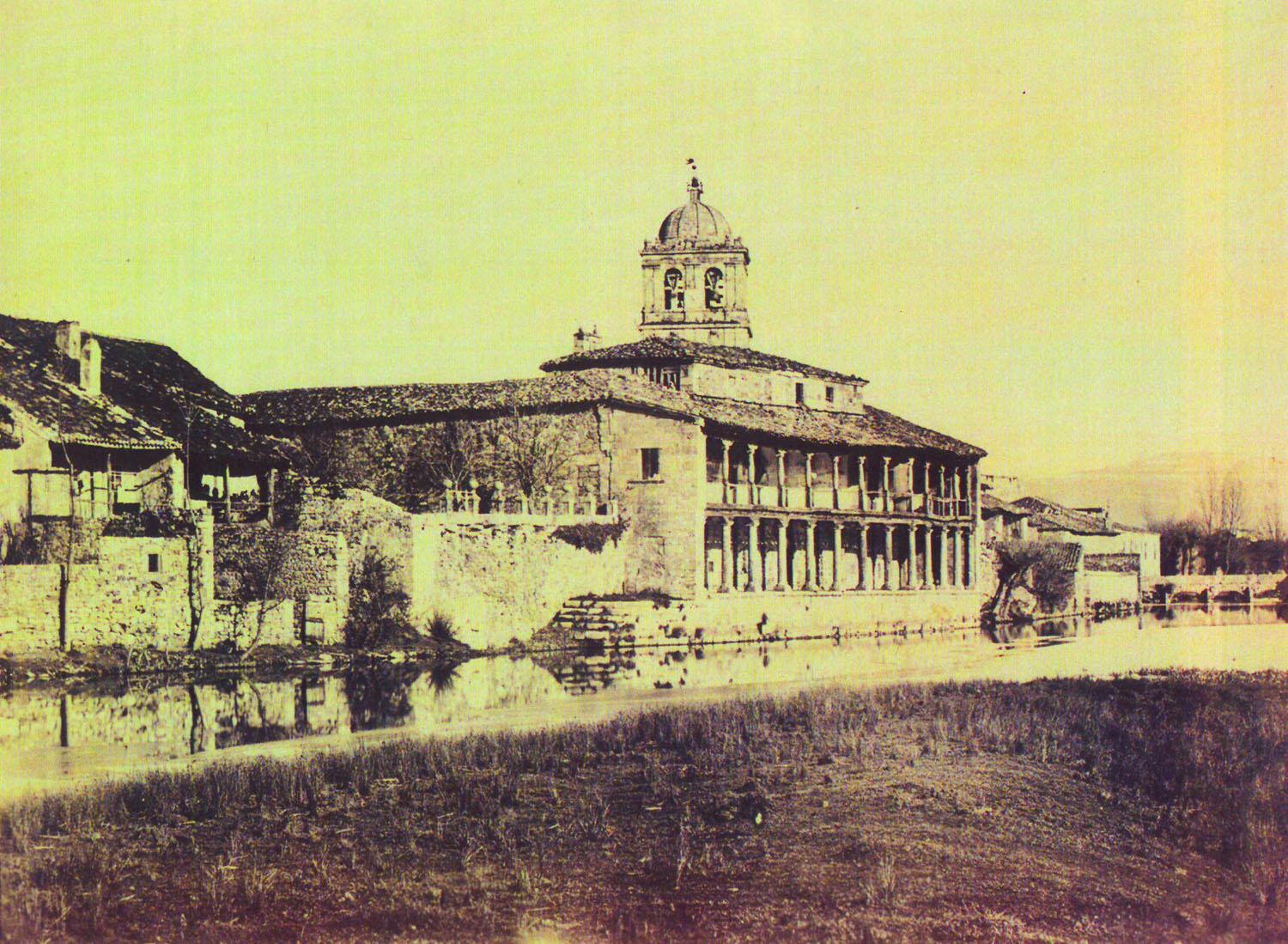
Logia trasera del palacio del marqués de Aguilar de Campoo hacia 1855.

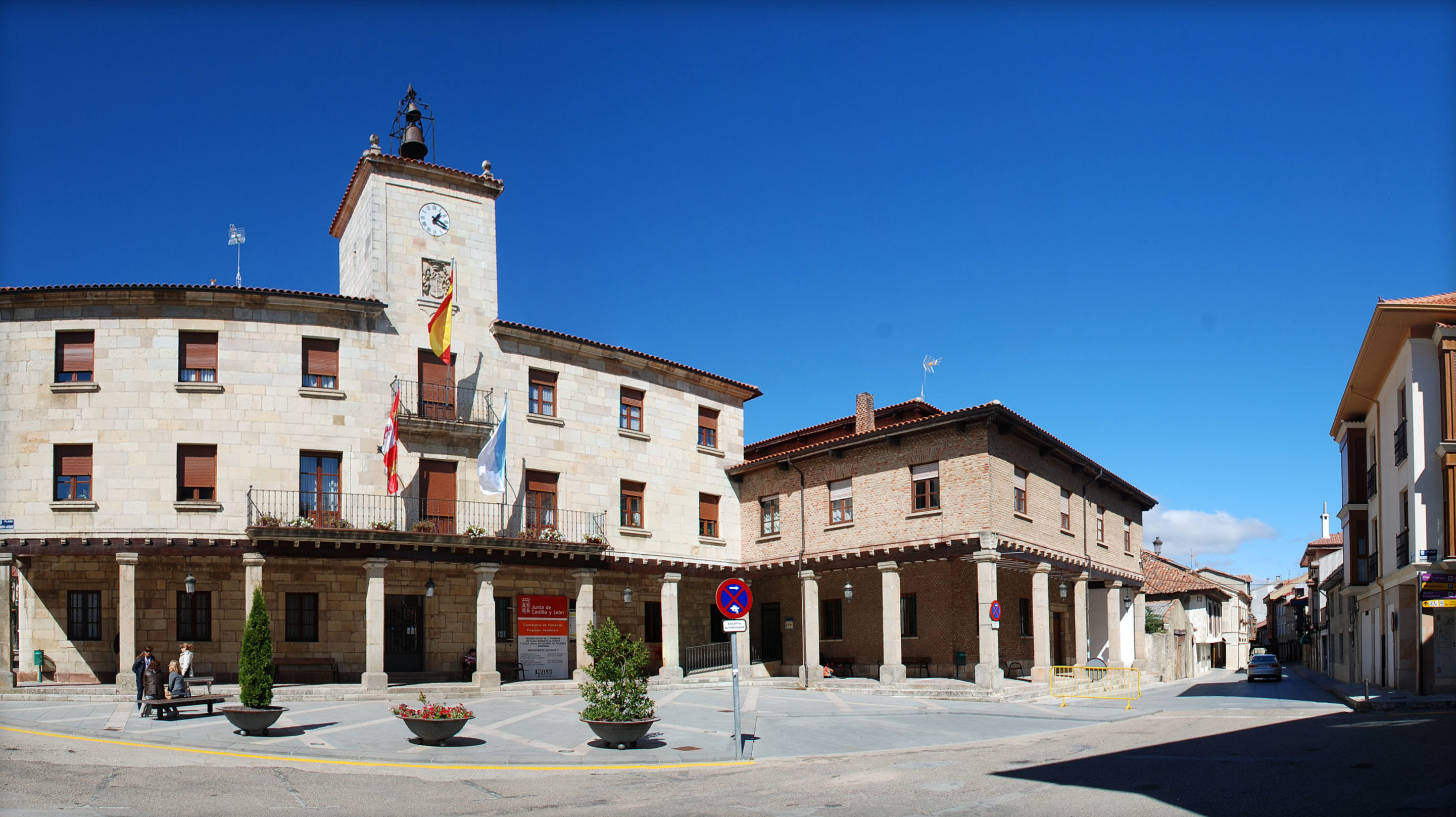
Ayuntamiento de Cervera de Pisuerga, cabeza del partido judicial y antigua sede de los juzgados

Sus orígenes datan de principios del siglo XIX. Se constituyó mediante Real Decreto de 21 de abril de 1834 con 179 pueblos que sumaban un total de 23 592 habitantes. En 1867, el partido estaba compuesto por 50 ayuntamientos y su población total era de 31 629 habitantes. Los ayuntamientos con más población eran Respenda de la Peña con 3087, Prádanos de Ojeda con 1693 y Villarén con 1618.
Tras la reforma de 1988, los siete partidos iniciales de la provincia de Palencia se redujeron a los tres actuales, debido a lo cual se integraron en el partido de Cervera algunos municipios del extinto partido judicial de Saldaña.

## Datos
Según un estudio sobre datos del año 2004, el partido judicial de Cervera tenía un ratio de un juez por cada 14266 habitantes. Según ese mismo estudio, la población censada en el partido judicial había disminuido un 14,80 % en los diez años anteriores.
Los principales núcleos de población del partido son los municipios de Aguilar de Campoo con 7033 habitantes, Guardo con 6547, y Cervera de Pisuerga, situada geográficamente en el centro de la comarca, con 2422 (Datos INE 2015).
El partido de Cervera como circunscripción electoral aporta cuatro de los 25 diputados que forman la corporación de la Diputación Provincial de Palencia. Tras las Elecciones municipales de 2015 en la provincia de Palencia, el Partido Popular obtuvo tres de estas plazas, y el Partido Socialista Obrero Español la restante.

## Municipios
| - Aguilar de Campoo - Alar del Rey - Barruelo de Santullán - Berzosilla - Brañosera - Castrejón de la Peña - Cervera de Pisuerga - Dehesa de Montejo - Dehesa de Romanos - Fresno del Río | - Guardo - Mantinos - Micieces de Ojeda - Mudá - Olmos de Ojeda - Payo de Ojeda - La Pernía - Polentinos - Pomar de Valdivia - Prádanos de Ojeda | - Respenda de la Peña - Salinas de Pisuerga - San Cebrián de Mudá - Santibáñez de Ecla - Santibáñez de la Peña - Triollo - Velilla del Río Carrión - La Vid de Ojeda - Villalba de Guardo |